# Velma (serial animowany)
Velma – amerykański animowany serial telewizyjny dla dorosłych, trwający od 2023 roku. Stanowi część franczyzy medialnej Scooby Doo i skupia się na postaci Velmy Dinkley, której użycza głosu Mindy Kaling. Serial został stworzony przez Charliego Grandy’ego dla serwisu strumieniowego HBO Max. Jego pierwszy sezon był premierowo udostępniany od 12 stycznia 2023, a drugi 25 kwietnia 2024. W październiku 2024 roku pojawiła się informacja, że platforma Max skasowała serial z dalszej produkcji.

## Opis fabuły
Serial przedstawia alternatywną historię Tajemniczej Spółki z franczyzy Scooby Doo. Główną bohaterką jest Velma Dinkley, która usiłuje rozwiązać zagadkę tajemniczych morderstw w Coolsville oraz odnaleźć zaginioną przed laty matkę. Serial skupia się na jej relacjach z Daphne Blake, Fredem Jonesem i Norvillem Rogersem.

## Obsada głosowa

### Postacie główne
- Mindy Kaling jako Velma Dinkley
- Glenn Howerton jako Fred Jones
- Sam Richardson jako Norville Rogers
- Constance Wu jako Daphne Blake

### Postacie drugoplanowe
- Russell Peters jako Aman Dinkley, ojciec Velmy
- Melissa Fumero jako Sophie, partnerka Amana
- Sarayu Blue jako Diya Dinkley, zaginiona matka Velmy
- Jane Lynch jako Donna Blake, matka Daphne
- Wanda Sykes jako Linda Blake, matka Daphne
- Ming-Na Wen jako Carroll, biologiczna matka Daphne
- Ken Leung jako Darren, biologiczny ojciec Daphne
- Cherry Jones jako Victoria Jones, matka Freda
- Frank Welker jako William Jones, ojciec Freda
- Nicole Byer jako Blythe Rogers, matka Norville’a
- Gary Cole jako Lamont Rogers, ojciec Norville’a
- Weird Al Yankovic jako Dandruff Tuba, uczeń
- Fortune Feimster jako Olive, uczennica
- Yvonne Orji jako Gigi, uczennica
- Karl-Anthony Towns jako Jacques Beau (Jock Bo), uczeń
- Shay Mitchell jako Brenda, uczennica
- Debby Ryan jako Krista, uczennica
- Kulap Vilaysack jako Lola, uczennica
- Jim Rash jako Dave, burmistrz Coolsville
- Stephen Root jako Sheriff Cogburn, szeryf

## Przegląd sezonów
| Sezon | Sezon     | Odcinki | Data premiery w streamingu (HBO Max / Max) | Data premiery w streamingu (HBO Max / Max) | Data premiery w streamingu (HBO Max / Max) | Data premiery w streamingu (HBO Max / Max) |
| Sezon | Sezon     | Odcinki | Premiera                                   | Finał                                      | Premiera                                   | Finał                                      |
| ----- | --------- | ------- | ------------------------------------------ | ------------------------------------------ | ------------------------------------------ | ------------------------------------------ |
|       | 1         | 10      | 12 stycznia 2023                           | 9 lutego 2023                              | 12 stycznia 2023                           | 9 lutego 2023                              |
|       | 2         | 10      | 25 kwietnia 2024                           | 25 kwietnia 2024                           | 25 kwietnia 2024                           | 25 kwietnia 2024                           |
|       | Specjalny | 1       | 3 października 2024                        | 3 października 2024                        | 4 października 2024                        | 4 października 2024                        |

## Lista odcinków

### Sezon 1 (2023)
| Nr | Tytuł                                           | Reżyseria           | Scenariusz                                                   | Data premiery    |
| -- | ----------------------------------------------- | ------------------- | ------------------------------------------------------------ | ---------------- |
| 1  | Velma                                           | Anne Walker Farrell | Charlie Grandy                                               | 12 stycznia 2023 |
| 2  | The Candy (Wo)man                               | Cal Ramsey          | Akshara Sekar                                                | 12 stycznia 2023 |
| 3  | Velma Kai                                       | Meg Waldow          | Stephanie Amante-Ritter                                      | 19 stycznia 2023 |
| 4  | Velma Makes a List                              | Gina Gress          | Elijah Aron                                                  | 19 stycznia 2023 |
| 5  | Marching Band Sleepover                         | Cal Ramsey          | Matt Warburton                                               | 26 stycznia 2023 |
| 6  | The Sins of the Fathers and Some of the Mothers | Meg Wadlow          | Elijah Aron, Jenna Simmons                                   | 26 stycznia 2023 |
| 7  | Fog Fest                                        | Meg Waldow          | Stephanie Amante-Ritter                                      | 2 lutego 2023    |
| 8  | A Velma in the Woods                            | Cal Ramsey          | Matt Warburton, Stephanie M. Johnson                         | 2 lutego 2023    |
| 9  | Family (Wo)man                                  | Meg Wadlow          | Charlie Grandy, Mindy Kaling, Charlie Grandy, Matt Warburton | 9 lutego 2023    |
| 10 | The Brains of the Operation                     | Gina Gress          | Charlie Grandy                                               | 9 lutego 2023    |

### Sezon 2 (2024)
| Nr | Nr | Tytuł                       | Reżyseria           | Scenariusz                           | Data premiery    |
| -- | -- | --------------------------- | ------------------- | ------------------------------------ | ---------------- |
| 11 | 1  | The Mystery of Teen Romance | Anne Walker Farrell | Charlie Grandy                       | 25 kwietnia 2024 |
| 12 | 2  | Creaky Friday               | Meg Waldow          | Jenna Michelle Simmons               | 25 kwietnia 2024 |
| 13 | 3  | When Velma Met Money        | Adam Parton         | Elijah Aron                          | 25 kwietnia 2024 |
| 14 | 4  | Seancé                      | Cal Ramsey          | Rick Williams                        | 25 kwietnia 2024 |
| 15 | 5  | Burning Woman               | Meg Waldow          | Stephanie M. Johnson                 | 25 kwietnia 2024 |
| 16 | 6  | Private Velmjamin           | Adam Parton         | Katie Wadsworth, Keerthi Harishankar | 25 kwietnia 2024 |
| 17 | 7  | Female Utopia               | Cal Ramsey          | Jen Chuck                            | 25 kwietnia 2024 |
| 18 | 8  | Aman Hunt                   | Meg Waldow          | Moss Perricone                       | 25 kwietnia 2024 |
| 19 | 9  | The Real Villain            | Adam Parton         | Greg Gallant                         | 25 kwietnia 2024 |
| 20 | 10 | Til Death                   | Cal Ramsey          | Charlie Grandy                       | 25 kwietnia 2024 |

### Odcinek specjalny (2024)
| Nr | Nr | Tytuł                                    | Polski tytuł               | Reżyseria               | Scenariusz     | Data premiery       | Data premiery       |
| -- | -- | ---------------------------------------- | -------------------------- | ----------------------- | -------------- | ------------------- | ------------------- |
| 21 | –  | This Halloween Needs To Be More Special! | Velma: Wyjątkowe Halloween | Adam Parton, Meg Waldow | Charlie Grandy | 3 października 2024 | 4 października 2024 |

## Odbiór
Serial zdobył wynik 39% pozytywnych recenzji w serwisie Rotten Tomatoes na podstawie 36 łącznie zgromadzonych.